# Campagna ungherese del 1527-1528
La campagna ungherese del 1527–1528 venne lanciata dall'imperatore Ferdinando I del Sacro Romano Impero, arciduca d'Austria e re d'Ungheria e Boemia, contro i turchi ottomani.

## La campagna
Dopo la battaglia di Mohács, gli ottomani erano stati costretti a ritirarsi altrove. Approfittando della loro assenza, Ferdinando I tentò di forzare le sue pretese come re d'Ungheria. Nel 1527 scacciò il vassallo ottomano Jan Zápolya e catturò le città di Buda, Győr, Komárno, Esztergom e Székesfehérvár nel 1528. Nel frattempo, il sultano ottomano Solimano il Magnifico non fece nulla per assistere il suo vassallo, malgrado le pressioni di quest'ultimo, non volendo probabilmente compromettere le proprie truppe già pesantemente provate dal conflitto in essere.

## Conseguenze
Per gli Asburgo, la vittoria fu un motivo di trionfo sugli ottomani. Il 10 maggio 1529, Solimano il Magnifico lanciò dal canto suo un contrattacco che riprese agli ottomani tutte le conquiste fatte da Ferdinando. L'imperatore ebbe il dispiacere di vedere che molti forti erano stati catturati senza nemmeno opporre resistenza ai turchi, fatto che aveva di molto accelerato la loro avanzata. Di conseguenza, Solimano fu in grado di raggiungere ed assediare Vienna poco dopo.